# Kedunggupit
Kedunggupit is een bestuurslaag in het regentschap Wonogiri van de provincie Midden-Java, Indonesië. Kedunggupit telt 3154 inwoners (volkstelling 2010).